# Impero Maurya

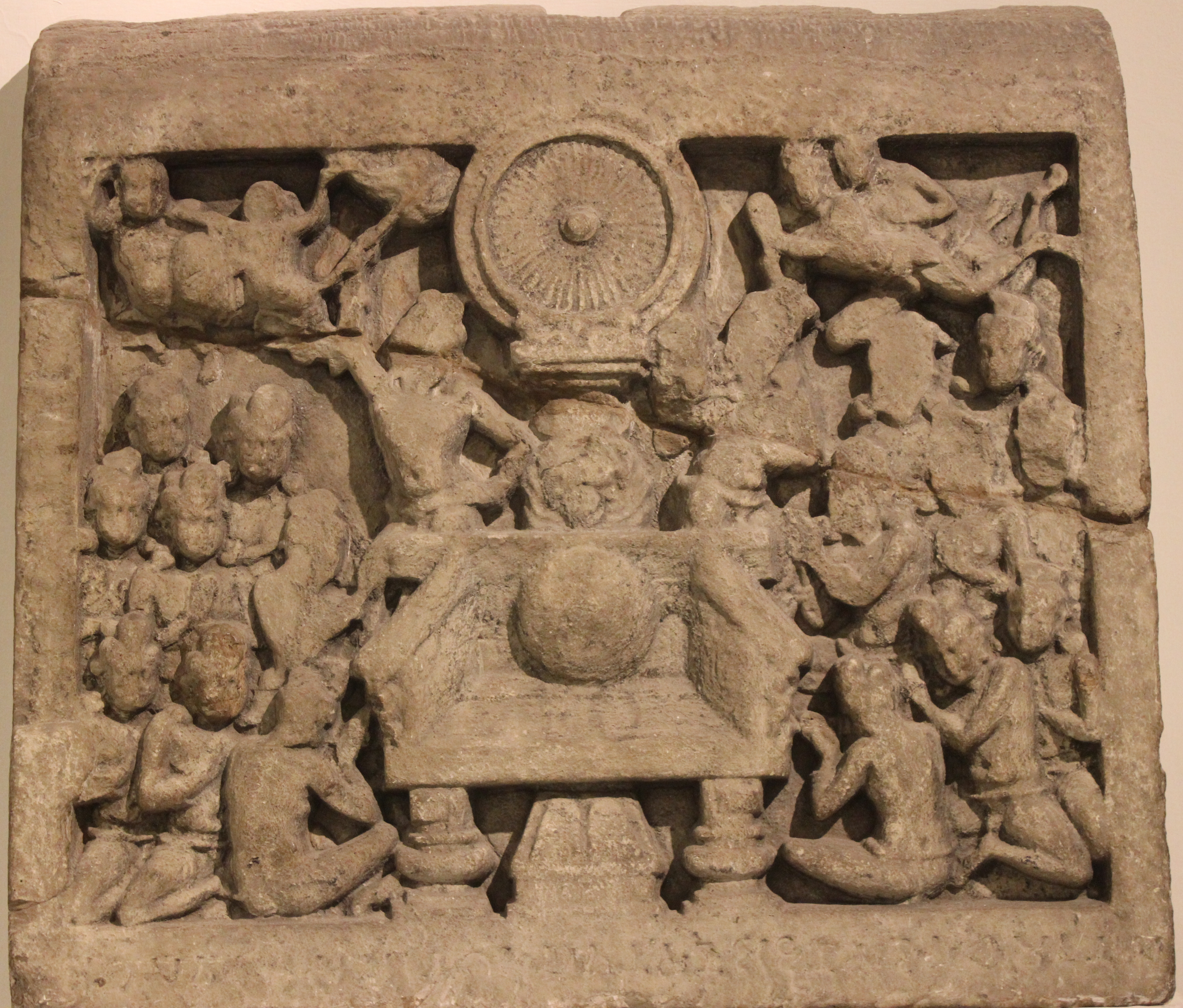
Bassorilievo risalente all'Impero Maurya

L'Impero Maurya (325 – 185 a.C.), governato dalla dinastia Maurya proveniente dalla regione del Bengala, fu il più grande e potente impero politico e militare dell'antica India. Si estendeva su una superficie di 5.000.000 km² nel 250 a.C. e nel III secolo a.C. fu lo Stato più vasto del suo tempo. Dopo la morte di Ashoka e la scissione della parte occidentale questo impero continuò ad essere dominante, controllando la regione del fiume Gange. Nel III secolo a.C. l'impero unito Maurya governava tra 50 e 60 milioni di individui, cioè dal 33,3% al 40% della popolazione mondiale.

## Storia
La dinastia fu fondata da Chandragupta usurpando il regno del Magadha o Behar meridionale all'ultimo sovrano Nanda. A Chandragupta seguì Bindusara, che ebbe l'epiteto Amitrakhāda (lett. "sterminatore di nemici"), e poi suo nipote Ashoka, il quale, forse nel 272 a.C., salì al trono. Egli esordì con una guerra di conquista, detta di Kalinga (odierna Orissa), che era allora forse il più potente degli Stati indiani indipendenti. Gli orrori della guerra, si dice, spinsero il re alla conversione al buddhismo (la tradizione dei principi convertiti a dei mistici risale molto addietro, esemplari sono i casi dello stesso Siddartha e di Giosafat, ed è probabile che tale informazione sia frutto di leggende posteriori). Egli si sarebbe convinto che l'unica conquista fosse quella degli animi per mezzo del dharma; prese allora il nome di Piyadassi (in pali, mentre in sanscrito Priyadarshin), "colui che osserva con compassione", e con questo nome si chiamò nei suoi editti. Egli regnò per ben quarantun'anni, dal 272 al 231 a.C., sino alla sua morte, e fu tra i più celebri sovrani dell'India. Sono pervenute anche parecchie sue iscrizioni. Tra di esse vi sono proclami commemorativi di visite fatte da lui allo Stupa (tempietto eretto sull'urna funebre).
Da alcune fonti latine e greche, sappiamo che intorno al 305 a.C. Seleuco Nicatore, uno dei generali e poi diadochi di Alessandro Magno, invase l'India con l'intento di rivendicare i territori conquistati da Alessandro durante le sue campagne. Seleuco e Chandragupta pervennero a un accordo, in base al quale le province appartenute precedentemente ai Greci sarebbero entrate ufficialmente a far parte del nuovo impero indiano, in cambio di 500 elefanti da guerra, che si riveleranno decisivi nella battaglia di Ipso del 301 a.C. Con il regno di Ashoka la dinastia raggiunse il suo apice, dominando un vasto impero che riuscì ad unificare tutto il subcontinente indiano e l'altopiano iranico. Ma fu una costruzione effimera, retta su basi fragili, tanto che l'assenza di una vera struttura statale portò al progressivo crollo dell'impero dopo Ashoka, alla cui morte si restrinse all'area gangeica.
I sovrani Maurya, di bassa estrazione sociale, per sottrarsi all'influenza brāhmaṇa si convertirono alle nuove fedi: Chandragupta, fondatore della dinastia, si convertì al giainismo; suo nipote, Ashoka, si proclamò cakravartin, favorevole al buddhismo. Sotto i sovrani Maurya si assistette al momento più alto di diffusione del buddhismo indiano che, restando per lo più un fenomeno legato alle élite e al romitaggio, fu estraneo alle grandi masse popolari, tanto che decadde (II secolo a.C.) con la fine della dinastia.
La prima unione indiana durò 50 anni: conquistata da Candragupta e Bindusara, consolidata sotto il paternalismo imperiale di Ashoka, la cui tolleranza verso le genti di ogni credo, lingua o livello di sviluppo seppe fare proprie le realtà del pluralismo del subcontinente indiano. La disintegrazione avvenne sull'onda delle invasioni da nord, le defezioni da sud e le dispute per la successione. L'ultimo re della dinastia, Brihadratha, fu assassinato per mano del generale Pushyamitra Shunga intorno al 185 a.C.

## Organizzazione statale
L'Impero era diviso in quattro province, con la capitale imperiale a Pataliputra. Dagli editti di Ashoka, i nomi delle quattro capitali provinciali sono Tosali (a est), Ujjain (a ovest), Suvarnagiri (a sud) e Taxila (a nord). Il capo dell'amministrazione provinciale era il Kumara (principe reale), che governava le province come rappresentante del re. Il kumara era assistito dai mahamatya e dal consiglio dei ministri. Questa struttura organizzativa si rifletteva a livello imperiale con l'imperatore e il suo Mantriparishad (Consiglio dei ministri). I Maurya stabilirono un sistema di coniazione delle monete ben sviluppato. Le monete erano per lo più d'argento e di rame. Circolavano anche alcune monete d'oro. Le monete erano ampiamente utilizzate per gli scambi e il commercio.
Gli storici ipotizzano che l'organizzazione dell'Impero fosse in linea con la vasta burocrazia descritta da Kautilya nell'Arthashastra: un sofisticato servizio civile governava tutto, dall'igiene municipale al commercio internazionale. L'espansione e la difesa dell'impero furono rese possibili da quello che sembra essere stato uno dei più grandi eserciti del mondo durante l'Età del Ferro. Secondo Megastene, l'impero disponeva di un esercito di 600.000 soldati di fanteria, 30.000 cavalieri, 8.000 carri e 9.000 elefanti da guerra, oltre a seguaci e assistenti. Un vasto sistema di spionaggio raccoglieva informazioni per la sicurezza interna ed esterna. Avendo rinunciato alla guerra offensiva e all'espansionismo, Ashoka continuò comunque a mantenere questo grande esercito, per proteggere l'Impero e infondere stabilità e pace in tutta l'Asia occidentale e meridionale. Anche se ampie zone erano sotto il controllo dell'impero Maurya, la diffusione delle informazioni e del messaggio imperiale era limitata, poiché molte parti erano inaccessibili e si trovavano lontano dalla capitale dell'impero.

### Il governo locale
I resoconti dell'Arthashastra e di Megastene su Pataliputra descrivono l'intricato sistema municipale creato dall'impero Maurya per governare le sue città. Un consiglio cittadino composto da trenta commissari era diviso in sei comitati o consigli che governavano la città. Il primo consiglio fissava i salari e si occupava dei beni forniti, il secondo consiglio si occupava delle disposizioni per i dignitari stranieri, i turisti e gli uomini d'affari, il terzo consiglio redigeva i registri e le registrazioni, il quarto si occupava dei manufatti e della vendita delle merci, il quinto consiglio regolava il commercio, rilasciava licenze e controllava pesi e misure, il sesto raccoglieva le imposte sulle vendite. Alcune città, come Taxila, avevano l'autonomia di emettere le proprie monete. Il consiglio cittadino aveva dei funzionari che si occupavano del benessere pubblico, come la manutenzione delle strade, degli edifici pubblici, dei mercati, degli ospedali, delle istituzioni scolastiche, ecc. Il capo ufficiale del villaggio era il Gramika (nelle città il Nagarika). Il consiglio cittadino aveva anche alcuni poteri magisteriali.

## Economia
La forza motrice dell'economia maurya erano i commerci e la monetazione. Anche l'agricoltura era ben sviluppata, favorita dal suolo fertile e dal clima tropicale dell'India.

## Arte
Dal punto di vista culturale l'Impero Maurya portò a una grande produzione artistica, specialmente durante il regno di Ashoka. 
Il più grande monumento di questo periodo, realizzato sotto il regno di Chandragupta Maurya, era l'antico palazzo di Paliputra, l'odierna Kumhrar a Patna. Gli scavi hanno portato alla luce i resti del palazzo, che si pensa fosse un insieme di diversi edifici, il più importante dei quali era un'immensa sala a pilastri sostenuta da un alto substrato di legname. I pilastri erano disposti in file regolari, dividendo così la sala in una serie di campate quadrate più piccole. Il numero di colonne è di 80, ognuna alta circa 7 metri. Secondo la testimonianza di Megastene, il palazzo era costruito principalmente in legno e si riteneva che superasse in splendore e magnificenza i palazzi di Susa e di Ecbatana; i suoi pilastri dorati erano ornati con viti d'oro e uccelli d'argento. Gli edifici si trovavano in un vasto parco costellato di vasche per i pesci e arredato con una grande varietà di alberi e arbusti ornamentali.
L'Arthashastra di Kauṭilya riporta anche il metodo di costruzione dei palazzi di questo periodo. Frammenti successivi di pilastri in pietra, tra cui uno quasi completo, con i loro fusti rotondi e affusolati e la lucidatura liscia, indicano che Ashoka fu responsabile della costruzione delle colonne in pietra che sostituirono le precedenti in legno.
Durante il periodo di Ashoka, la lavorazione della pietra era molto diversificata e comprendeva alti pilastri autoportanti, parapetti di stupa, troni di leoni e altre figure colossali. L'uso della pietra aveva raggiunto una tale perfezione che anche i piccoli frammenti di arte litica venivano lucidati con una lucentezza che assomigliava a un fine smalto. Questo periodo segnò l'inizio della scuola di architettura buddista. Ashoka fu responsabile della costruzione di numerosi stupa, grandi cupole con i simboli di Buddha. I più importanti si trovano a Sanchi, Bharhut, Amaravati, Bodhgaya e Nagarjunakonda. Gli esempi più diffusi di architettura mauryana sono i pilastri di Ashoka e gli editti scolpiti di Ashoka, spesso squisitamente decorati, con oltre 40 diffusi in tutto il subcontinente indiano.